# Mendo III Nunes
Mendo Nunes (espagnol : Menendo Núñez. (1020/1028 – 1050/1054) était un Comte de Portugal de la famille de Vímara Peres en tant que fils de Nuno Alvites et Ilduara Mendes,.

## Biographie
Mendo a succédé à son père, décédé en 1028, dans la gouvernance du comté de Portugal, très probablement en tant que mineur sous la tutelle de sa mère Ilduara,. Moins d'une décennie plus tard, en 1037, Ferdinand Ier accéda au trône de León après avoir vaincu et tuant son beau-frère le roi Bermude III lors de la Bataille de Tamarón. En 1050, le nouveau roi avait réorganisé l'administration du royaume en réduisant le pouvoir de la noblesse et des personnes nommées par le roi. Il y est parvenu principalement en convertissant les comtés en fiefs non héréditaires et en profitant de toute opportunité qui se présentait pour nommer de nouveaux gouverneurs. Le roi l'a fait progressivement, région par région, afin de ne pas s'aliéner la puissante noblesse du royaume et, dans le cas du Comté de Portugal, en essayant de ne pas contrarier les puissants Galiciens et Portugais membres de la haute noblesse qui étaient apparentés au comte Mendo Nunes qui était également cousin germain de son épouse, la reine Sancha de León.
Du vivant du comte Mendo, le roi commença à nommer des membres de la petite noblesse à des postes administratifs tels que Gómez Ectaz, qui exerçait l'autorité dans la région de Guimarães, et Diego Tructesíndez qui exerçait les fonctions de juge, tous deux relevant directement du monarque. Cette pratique s'est répandue après la mort de Mendo, le roi nommant des membres des rangs inférieurs de la noblesse à des postes administratifs, avec divers titres, tels que vicaire ou gouverneur, par exemple Godino Benegas attesté en 1062 comme gouverneur du Portugal. : Gutinus Veniegas, qui tenebat illa terra de Portugale de ille rex (Godino Veniegas comme locataire en chef du Portugal par nomination du roi). Des années plus tard, la petite-fille de Mendo, Loba, épousa Sisnando Davides, un Mozarabe d'origine inconnue et certainement pas de lignée noble, qui fut nommé par le roi Ferdinand gouverneur du comté de Coimbra et qui ne s'intitula jamais comte préférant utiliser les titres de alvasil (Vizir) ou  consul.
La date de la mort du comte Mendo est incertaine en raison d'une confusion avec un autre comte contemporain, Mendo Luz, ainsi que de la date erronée enregistrée dans les Annales Portugalenses veteres qui stipulent que Era MLXXII occisus fuit come Menendus in ripa Guetanie, c'est-à-dire que Menendus a été tué à l'ère MLXXII (ère 1072, année 1034) dans la rivière Guetania (un affluent du Minho). L'historien portugais José Mattoso considère que l'année de sa mort, probablement violente, était 1050 et au plus tard 1053 alors que l'historien espagnol Alfonso Sánchez Candeira estime qu'il est décédé le 24 décembre 1054.

## Mariage et issue
Le nom de sa femme n'est enregistré dans aucune charte. Son fils lui succéda :
- Nuno II Mendes[11],[12]